# Virus de la grippe
Classification phylogénétique
- Famille : Orthomyxoviridae
  - Genre : Alphainfluenzavirus
    - Espèce : virus de la grippe A

  - Genre : Betainfluenzavirus
    - Espèce : virus de la grippe B

  - Genre : Gammainfluenzavirus
    - Espèce : virus de la grippe C

  - Genre : Deltainfluenzavirus
    - Espèce : virus de la grippe D

Les virus de la grippe sont un ensemble de quatre espèces de virus à ARN monocaténaire de polarité négative distinguées chacune par un type antigénique particulier : le virus de la grippe A, le virus de la grippe B, le virus de la grippe C et le virus de la grippe D. Parmi ces quatre types antigéniques, le type A est le plus dangereux, le type B présente moins de risques mais reste susceptible de provoquer des épidémies, et le type C n'est généralement associé qu'à des symptômes mineurs. Le type D est moins répandu que les autres et n'est pas connu pour provoquer des infections chez l'homme. Ces quatre virus ont un génome segmenté, à huit segments pour les deux premiers et à sept segments pour les deux derniers. La composition en acides aminés des virus de la grippe C et D est semblable à 50 %, taux semblable à celui observé entre les virus de la grippe A et B ; le taux de divergence entre les virus A et B d'une part et les virus C et D d'autre part est en revanche bien plus élevé.
Les antigènes, protéine de matrice (M1) et nucléoprotéine (NP), sont utilisés pour déterminer si un virus de la grippe est de type A, B, C ou D. La protéine M1 est nécessaire pour l'assemblage du virus et la nucléoprotéine intervient dans la transcription et la réplication virale,.
Des glycoprotéines se trouvent également à la surface de la membrane cellulaire. Les virus de la grippe A et B ont deux glycoprotéines : l'hémagglutinine (HA) et la neuraminidase (NA) ; les virus de la grippe C et D n'ont qu'une glycoprotéine, la glycoprotéine de fusion hémagglutinine-estérase (HEF). Ces glycoprotéines permettent la fixation et la fusion entre l'enveloppe virale et la membrane cellulaire. La fusion de ces membranes permet aux protéines et au génome du virus d'être libérés dans la cellule hôte, ce qui provoque alors l'infection. Les types C et D sont les seuls virus de la grippe à exprimer une estérase. Cette enzyme est semblable à la neuraminidase produite par les virus de la grippe A et B en ce que ces deux enzymes détruisent les récepteurs des cellules hôtes.
Les glycoprotéines peuvent subir des mutations (glissement antigénique) ou un réassortiment dans lesquels une nouvelle hémagglutinine ou une nouvelle neuraminidase sont produites (cassure antigénique). Les virus de la grippe C et D ne peuvent donner lieu qu'à un glissement antigénique, alors que le virus de la grippe A connaît également des cassures antigéniques. Lorsque l'un ou l'autre de ces processus se produit, les anticorps produits par le système immunitaire de l'hôte ne protègent plus contre ces glycoprotéines modifiées. Pour cette raison, ces virus provoquent continuellement des infections.

## Types, sous-types et souches
Les quatre types de virus de la grippe correspondent chacun à une espèce de virus au sens de l'ICTV. Chacune de ces espèces est à son tour subdivisée en sous-types, en sérotypes et en souches, dont la virulence et l'infectivité (en) varient sensiblement d'une espèce hôte à une autre.
| Types                | Hôtes                                            | Sous-types |
| -------------------- | ------------------------------------------------ | --- |
| Virus de la grippe A | Humains, porcs, oiseaux, chevaux, chauves-souris | H1N1, H1N2, H2N2, H3N1, H3N2, H3N8, H5N1, H5N2, H5N3, H5N8, H5N9, H7N1, H7N2, H7N3, H7N4, H7N7, H7N9, H9N2, H10N7 |
| Virus de la grippe B | Humains, phoques                                 | Victoria, Yamagata                                                                                                |
| Virus de la grippe C | Humains, porcs, chiens                           | |
| Virus de la grippe D | Porcs, bovins                                    | |

### Virus de la grippe A
Les virus de la grippe A sont classés en fonction des glycoprotéines de leur enveloppe virale, l'hémagglutinine et la neuraminidase, ce qui identifiée des sous-types notés HxNy, où H identifie l'hémagglutinine et N identifie la neuraminidase, avec x variant de 1 à 18 et y variant de 1 à 11. Ce sont les plus virulents de virus de la grippe, les suivants ayant été observés chez les humains :
- le sous-type H1N1, à l'origine de l'épidémie de « grippe espagnole » de 1918, de « grippe russe » de 1977 et de « grippe porcine » de 2009[8] ;
- le sous-type H2N2, à l'origine de l'épidémie de « grippe asiatique » de 1956-1958 ;
- le sous-type H3N2, à l'origine de la « grippe de Hong Kong » de 1968-1969 ;
- le sous-type H5N1, à l'origine de la « grippe aviaire » de 2006, et considéré comme une menace de pandémie[9] ;
- le sous-type H7N7, qui présente un risque zoonotique particulièrement élevé[10] ;
- les sous-types H7N2, H7N3[11], H9N2 et H10N7[12] ont été sporadiquement observés chez des humains ;
- le sous-type H3N8 a pu être impliqué dans l'épidémie de 1889-1890[13], qui a tué plus d'un million de personnes.

Au sein de ces sous-types, on distingue également des souches et des variantes, identifiées selon une nomenclature indiquant respectivement le type, l'origine géographique, le numéro de la souche et l'année d'identification, par exemple :
- A/Fujian/411/2002 (H3N2) ;
- A/Brisbane/59/2007 (H1N1).

Les souches à l'origine de l'épidémie de « grippe aviaire » de 2006 sont généralement désignées par HPAI H5N1, signifiant Highly Pathogenic Avian Influenza,.

### Virus de la grippe B
Le virus de la grippe B est presque exclusivement humain, et moins répandu que le virus de la grippe A. Le seul hôte non humain connu pour héberger ce virus est le phoque. Le virus de la grippe B mute deux à trois fois moins vite que celui de type A et présente donc une variabilité génétique plus faible, avec un seul sérotype. Pour cette raison, l'immunité contre les virus de la grippe B est généralement atteinte à un âge assez jeune. Le taux de mutation n'est cependant pas nul, et deux sous-types de virus de la grippe B sont clairement identifiés, appelés Victoria et Yamagata, de sorte que l'immunité ne peut être totale ni permanente. Néanmoins, l'absence d'hôtes non humains écarte la possibilité de l'émergence d'une pandémie à virus de grippe B. Les variantes de ce virus sont identifiées par une nomenclature semblable à celle du virus de la grippe A, par exemple :
- B/Victoria/504/2000 ;
- B/Yamagata/16/88.

### Virus de la grippe C
Le virus de la grippe C infecte les humains et les porcs, et est susceptible de provoquer des affections sévères ainsi que des épidémies localisées. Ce type de virus de la grippe est cependant moins courant que les autres et semble provoquer essentiellement des affections bénignes chez l'enfant,.

### Virus de la grippe D
Les premiers virus de la grippe D ont été isolés en 2011. Ce type semble avoir divergé des virus de la grippe C il y a plusieurs centaines d'années. On en connaît au moins deux souches. Il semble infecter avant tout les bovins, mais a également été observé chez le porc.

## Génome et structure
Les virus de la grippe appartiennent à l'ordre des Articulavirales, de sorte qu'ils présentent un génome segmenté, c'est-à-dire divisé en molécules d'acides nucléiques distinctes, en l'occurrence de sept à huit segments d'ARN monocaténaire de polarité négative. La longueur totale de ce génome est comprise entre 12 000 et 15 000 nucléotides, avec, par exemple pour le virus de la grippe A (H1N1), une distribution du type :
| Segment d'ARN | Protéine(s)                 | Nucléotides | Acides aminés |
| ------------- | --------------------------- | ----------- | ------------- |
| PB1           | Polymérase basique 1        | 2300 à 2500 | 757 + 87 (F2) |
| PB2           | Polymérase basique 2        | 2300 à 2500 | 759           |
| PA            | Polymérase acide            | 2200 à 2300 | 716           |
| HA            | Hémagglutinine              | 1700 à 1800 | 550           |
| NP            | Nucléoprotéine              | 1500 à 1600 | 498           |
| NA            | Neuraminidase               | 1400 à 1500 | 454           |
| M             | Protéines membranaires      | 1000 à 1100 | 252 + 97      |
| NS            | Protéines non structurelles | 800 à 900   | 230 + 121     |

Parmi les segments ci-dessus, les deux plus importants sont PB1 et HA. PB1 donne une ARN polymérase ARN-dépendante essentielle à la virulence du virus, tandis que HA donne l'antigène glycoprotéique de surface (l'hémagglutinine) déterminant sa transmissibilité.
La séquence du génome présente des séquences terminales répétées à chaque extrémité. Les séquences répétées à l'extrémité 5' ont une longueur de 12 ou 13 nucléotides, celles de l'extrémité 3' ont une longueur de 9 à 11 nucléotides. Le virus de la grippe A produit une protéine PB1-F2 à partir d'un cadre de lecture ouvert alternatif du segment PB1, tandis que les segments M et NS produisent deux protéines chacun, notées M1, M2, NS1 et NS2, par épissage alternatif.

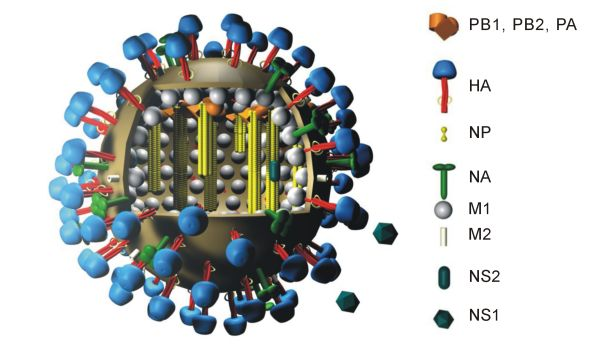
Structure générique d'un virus de la grippe A indiquant l'agencement de 10 protéines virales. La protéine PB1-F2 et les huit segments d'ARN ne sont pas représentés sur ce schéma.

Les virions du virus de la grippe A ont un diamètre de 80  à   120 nm et forment généralement un ensemble de particules à la fois ellipsoïdales, bacilliformes et filamenteuses,,. Leur génome a une longueur totale de 13,5 kilobases distribuées sur huit segments d'ARN monocaténaire de polarité négative qui codent 11 protéines, appelées HA, NA, NP, M1, M2, NS1, NEP, PA, PB1, PB1-F2 et PB2. L'hémagglutinine HA et la neuraminidase NA sont les mieux caractérisées d'entre elles. Ce sont de grosses glycoprotéines situées sur la surface des virions. La neuraminidase est une enzyme intervenant dans le bourgeonnement des virions nouvellement formés dans les cellules infectées, tandis que l'hémagglutinine est une lectine intervenant dans la liaison du virus à la cellule hôte et dans l'injection du génome viral dans cette dernière. L'hémagglutinine et la neuraminidase sont les cibles des antiviraux. Ces protéines sont des antigènes reconnus par les anticorps de l'organisme.

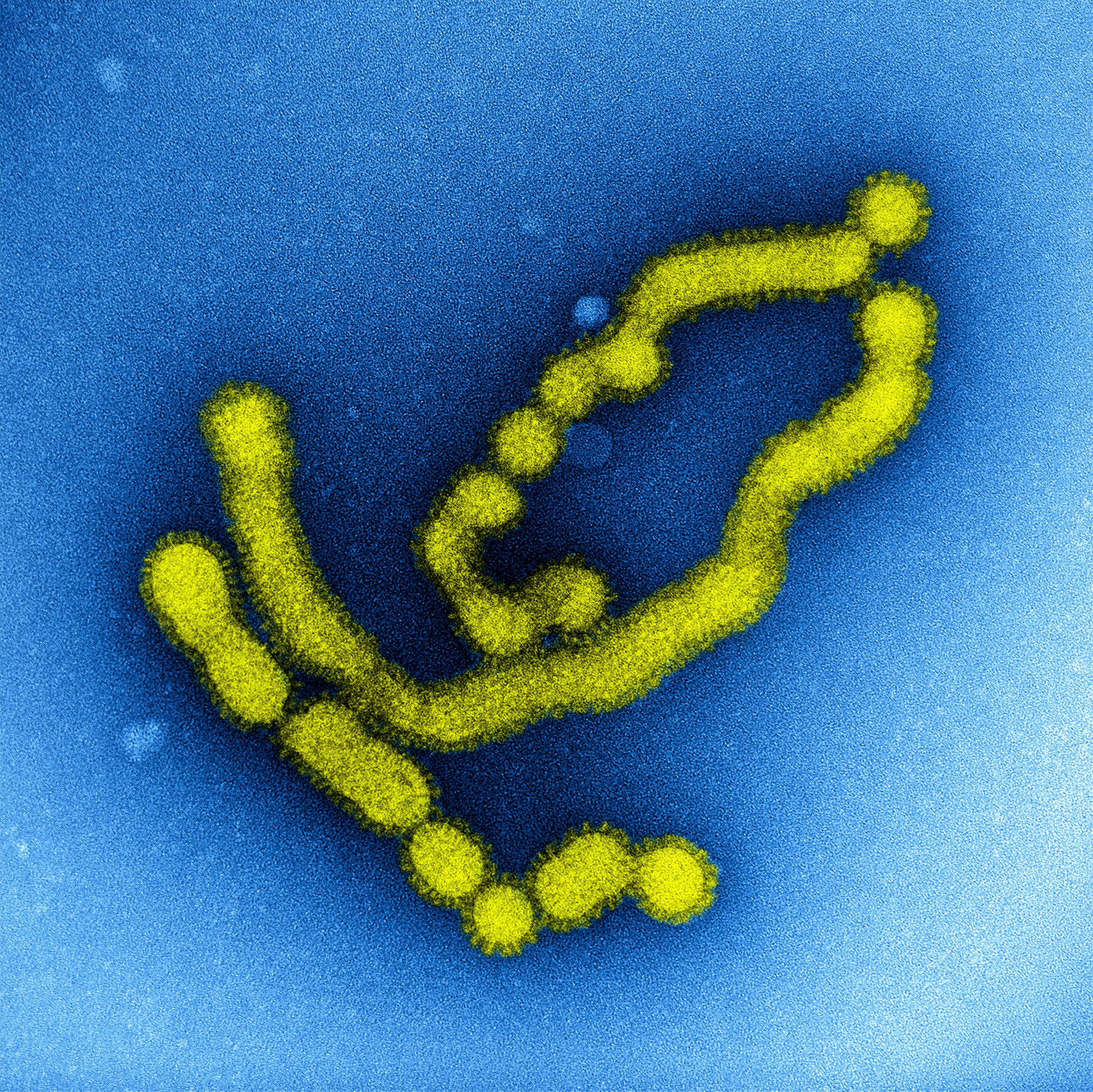
Virus de la grippe A de porc illustrant le pléomorphisme des virions.

Les virions sont pléomorphes, avec une enveloppe généralement ellipsoïde de 80  à   120 nm de diamètre et peuvent former des filaments atteignant 20 μm de long. L'enveloppe est hérissée d'environ 500 protubérances faisant saillie d'environ 10  à   14 nm hors de la surface du virus. Les molécules d'hémagglutinine sont séparées les unes des autres par des grappes de neuraminidase, avec un ratio d'environ 4 à 5 molécules de neuraminidase par molécule d'hémagglutinine.
La membrane virale, chargée de cholestérol et hérissée de glycoprotéines, renferme la nucléocapside, qui contient des nucléoprotéines de différentes tailles arrangées selon une disposition mal connue. Les protéines ribonucléaires sont filamenteuses, avec un diamètre de 9  à   15 nm et une longueur de 50  à   130 nm. Elles présentent une symétrie hélicoïdale.

## Cycle de réplication
Les mammifères infectés transmettent la grippe généralement par voie aérienne, par la toux ou ses éternuements expulsant des aérosols contenant le virus, tandis que les oiseaux contaminés la transmettent par leurs excréments. La grippe peut également être transmise par la salive, les sécrétions nasales, les selles et le sang. Les infections surviennent par contact avec ces fluides corporels ou avec des surfaces contaminées. Hors de l'hôte, les virus de la grippe peuvent rester infectieux pendant environ une semaine à la température corporelle humaine (37 °C), pendant plus de 30 jours à 0 °C et indéfiniment à très basses températures — comme les lacs du nord-est de la Sibérie. Ils peuvent être facilement inactivés par les désinfectants et les détergents.

Cycle de réplication des virus de la grippe. Les différentes étapes du cycle sont expliquées dans le corps de l'article.

Les virus se lient à une cellule par le biais d'interactions entre leur glycoprotéine d'hémagglutinine et les oses des acides sialiques situés à la surface des cellules épithéliales des poumons et de la gorge (étape 1 sur le schéma du cycle de réplication). La cellule absorbe le virus par endocytose. Dans l'endosome acide, une partie de l'hémagglutinine fusionne l'enveloppe virale avec la membrane de la vacuole, libérant dans le cytoplasme les molécules d'ARN viral (ARNv), les protéines accessoires et l'ARN polymérase ARN-dépendante (étape 2). Ces protéines et l'ARN viral forment un complexe transporté dans le noyau de la cellule, où l'ARN polymérase ARN-dépendante peut transcrire l'ARN complémentaire (ARNc), de sens positif (étapes 3a et 3b). L'ARNc peut être exporté dans le cytoplasme pour y être traduit (étape 4), mais peut également demeurer dans le noyau. Les protéines virales nouvellement synthétisées peuvent être sécrétées par l'appareil de Golgi vers la surface de la cellule (dans le cas de la neuraminidase et de l'hémagglutinine, correspondant à l'étape 5b du schéma), soit être transportées vers le noyau pour s'y lier à l'ARNv et former de nouvelles particules de génome viral (étape 5a). Les autres protéines virales ont plusieurs actions dans la cellule hôte, notamment la dégradation de l'ARN messager cellulaire et l'utilisation des nucléotides libérés pour la synthèse de l'ARN viral, ce qui a également pour effet d'inhiber la traduction des ARN messagers de la cellule hôte.
Les ARNv de polarité négative qui forment le génome de futurs virus, l'ARN polymérase ARN-dépendante et les autres protéines virales sont assemblés en un virion. Les molécules d'hémagglutinine et de neuraminidase se regroupent en un renflement dans la membrane cellulaire. L'ARNv et les protéines structurelles virales quittent le noyau et s'insèrent dans le renflement membranaire. Le virus mature bourgeonne hors la cellule à l'intérieur d'une sphère de membrane phospholipidique de la cellule hôte, emportant l'hémagglutinine et la neuraminidase avec cette enveloppe membranaire. Les virus adhèrent à la cellule par l'intermédiaire de l'hémagglutinine, de sorte que les virus matures se détachent de la cellule hôte où ils se sont formés une fois que leur neuraminidase a clivé les résidus d'acide sialique de la cellule hôte. Cette dernière meurt après la libération des virions du virus grippal.
Les virus de la grippe, comme tous les Orthomyxoviridae, se répliquent donc dans le noyau cellulaire, caractéristique qu'ils partagent seulement avec les rétrovirus. Cela vient du fait qu'ils ne disposent pas de la machinerie enzymatique nécessaire à la production de leurs propres ARN messagers. Ils utilisent des ARN cellulaires comme amorce pour commencer la synthèse de l'ARN messager viral par un mécanisme appelé capture de coiffe (en). Parvenue dans le noyau, la protéine PB2 de l'ARN polymérase se lie à la coiffe de l'extrémité 5' d'un ARN pré-messager cellulaire. La protéine PA clive cet ARN près de son extrémité 5' et utilise ce fragment coiffé comme amorce pour transcrire le reste du génome de l'ARN viral en ARN messager viral. Cette façon de procéder est nécessaire pour que l'ARN messager viral ait une coiffe afin de pouvoir être reconnu par un ribosome et être traduit en protéine.
L'ARN polymérase ARN-dépendante virale étant dépourvue de fonction de correction d'erreur, elle commet une erreur d'insertion de nucléotide toutes les 10 000 insertions environ, ce qui est à peu près la longueur du génome des virus de la grippe. Chaque nouveau virion contient ainsi statistiquement une mutation dans son génome. La segmentation du génome en molécules d'ARN distinctes permet de mélanger (réassortir) les gènes lorsqu'au moins deux variétés de virus de la grippe infectent la même cellule. Il s'ensuit la formation d'un virus pourvu de propriétés différentes, pouvant par exemple permettre l'infection de nouveaux hôtes ou de se soustraire à l'immunité développée par l'hôte contre le précédent génome ; dans ce dernier cas, on parle de cassure antigénique.

## Viabilité du virus et désinfection
Les virus de la grippe chez les mammifères ont tendance à être labiles, mais peuvent rester infectieux plusieurs heures dans le mucus. Le virus de la grippe aviaire peut rester infectieux pendant 100 jours dans l'eau distillée à température ambiante, et pendant 200 jours à 17 °C. Il est inactivé plus rapidement dans le fumier mais peut demeurer infectieux pendant deux semaines dans la matière fécale. Les virus de la grippe aviaire peuvent rester infectieux indéfiniment lorsqu'ils sont congelés.
Les virus de la grippe sont sensibles à l'eau de javel, à l'éthanol à 70 %, aux aldéhydes, aux oxydants et aux ammoniums quaternaires. Ils sont inactivés par une température de 56 °C pendant au moins 60 minutes, ainsi que par un pH acide inférieur à 2.

## Vaccins et prévention
Il existe des vaccins et des médicaments pour la prophylaxie et le traitement des infections par un virus grippal. Les vaccins sont constitués de virions inactivés ou atténués de sous-type H1N1 ou H3N2 du virus de la grippe A humain, ainsi que des variantes du virus de la grippe B. Dans la mesure où l'antigénicité des virus sauvages évolue constamment, les vaccins sont reformulés chaque année à partir de nouvelles souches. Cependant, lorsque l'antigénicité des virus sauvages ne correspond pas à celle des souches utilisées pour produire ces vaccins, ces derniers ne protègent pas contre ces virus, et lorsque les antigénicités correspondent, il peut également apparaître des mutants échappant à la couverture antigénique des vaccins.
Parmi les médicaments disponibles pour le traitement de la grippe humaine, l'amantadine et la rimantadine inhibent le décollement des virions par des cellules infectées en interférant avec la protéine de matrice M2, tandis que l'oseltamivir (commercialisé sous la marque Tamiflu), le zanamivir et le peramivir inhibent la libération des virions en interférant avec la neuraminidase ; le peramivir tend à générer moins de mutants que le zanamivir.